# Heinrich Jüngst
Bernhard Heinrich Jüngst (* 7. April 1825 in Lingen im Emsland; † 23. März 1918 in Hannover) war ein Königlich Hannoverscher Offizier und später Königlich Preußischer Oberstleutnant sowie Architekt, Garnisonbaumeister und Wirklicher Geheimer Rat im preußischen Kriegsministerium.

## Leben

### Familie
Heinrich Jüngst wurde als ältester Sohn und zweites Kind des Superintendenten Christian Gottfried Jüngst (1795–1869) und seiner Frau Georgine Wilhelmine Croupp (1803–1892) geboren. Er war der ältere Bruder des späteren Hüttendirektors Carl Jüngst und des Torfunternehmers Wilhelm Jüngst (1827–1892). Seine Cousine war die Schriftstellerin Antonie Jüngst, sein Onkel der Lehrer Ludwig Volrath Jüngst. Heinrich ist ein Urenkel des Juraprofessors Wolrad Burchardi, ein Ururururururururgroßenkel des Anatomen, Arztes, Mathematikers und Astronomen Johann Dryander und des Hochschullehrers und Juristen Joseph Lorich, ein Urururururururururgroßenkel des Juristen Ludwig Furster (um 1487–vor 1529), der selbst der Sohn des Marburger Bürgermeisters Heinrich Furster (um 1452–nach 1515) und der Margarethe von Hessen, illegitimer Tochter von Ludwig II. und seiner Mätresse Margarethe von Holzheim (um 1443–nach 1515) war. Zudem war er ein Ururgroßenkel des Orientalisten und Theologen Johann Joachim Schröder, ein Urururururgroßenkel des Rektors Christoph Combach (* um 1590), Bruder von Johannes Combach und Ludwig Combach, ein Ururururgroßenkel des Philosophen und Professors Nikolaus Berthold (1630–1687) und des Theologen Philipp Otto Vietor, ein Urururururururgroßenkel des Theologen Heinrich Salmuth, ein Urururururururururgroßenkel des Theologen Johann Pfeffinger, ein Ururururururururgroßenkel des Theologen Wolfgang Harder. Die Familie Jüngst ist bis zum Beginn des 15. Jahrhunderts nachweisbar, als der Stammvater Hans Jongsten (* 1444) als Sohn des aus Netphen stammenden Henne Berchmann geboren wurde.

### Werdegang
Im Jahr 1860 unterstand Heinrich Jüngst, seinerzeit Hauptmann im Königlich Hannoverschen Ingenieurs-Corps, dem in der Residenzstadt des Königreichs Hannover eingerichteten Ober-Hof-Marschall-Amt unter Carl Ernst Unico Ernst von Malortie, ähnlich wie die Hof-Bau-Beamten Georg Ludwig Friedrich Laves, Georg Heinrich Schuster, Justus Jacob Molthan, Heinrich Tramm und Richard Auhagen oder der Kriegs-Baumeister Hermann Hunaeus.
Am 6. Oktober 1860 wurde ihm das Ritterkreuz des Guelphen-Ordens als Hannoverscher Hauptmann erster Klasse verliehen und zwar als einzigem Offizier der hannoverschen Armee in der Hauptmanns- bzw. Rittmeisterstufe.
1877 heiratete Jüngst Tochter Elisabeth in Berlin den hannoverschen Bauunternehmer Ferdinand Wallbrecht.

## Werke (Auswahl)

### Schriften
- Heinrich Hunaeus, Heinrich Jüngst: Das General-Militär-Hospital zu Hannover, in: Zeitschrift des Architekten- und Ingenieur-Vereins zu Hannover, Hannover 1929, S. 21–24

### Bauten

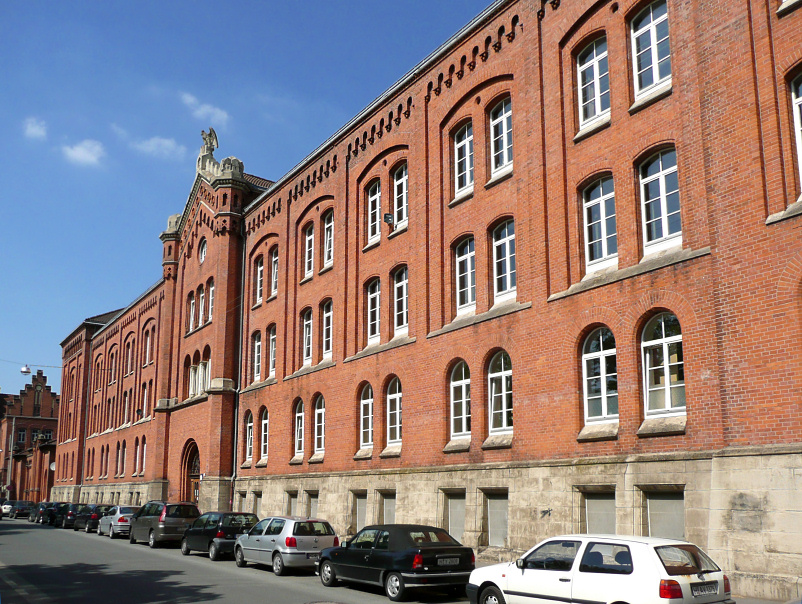
1858–1860 erbaut: Ehemalige Infanterie-Kasernen Am Welfenplatz 2, heute Polizeirevier

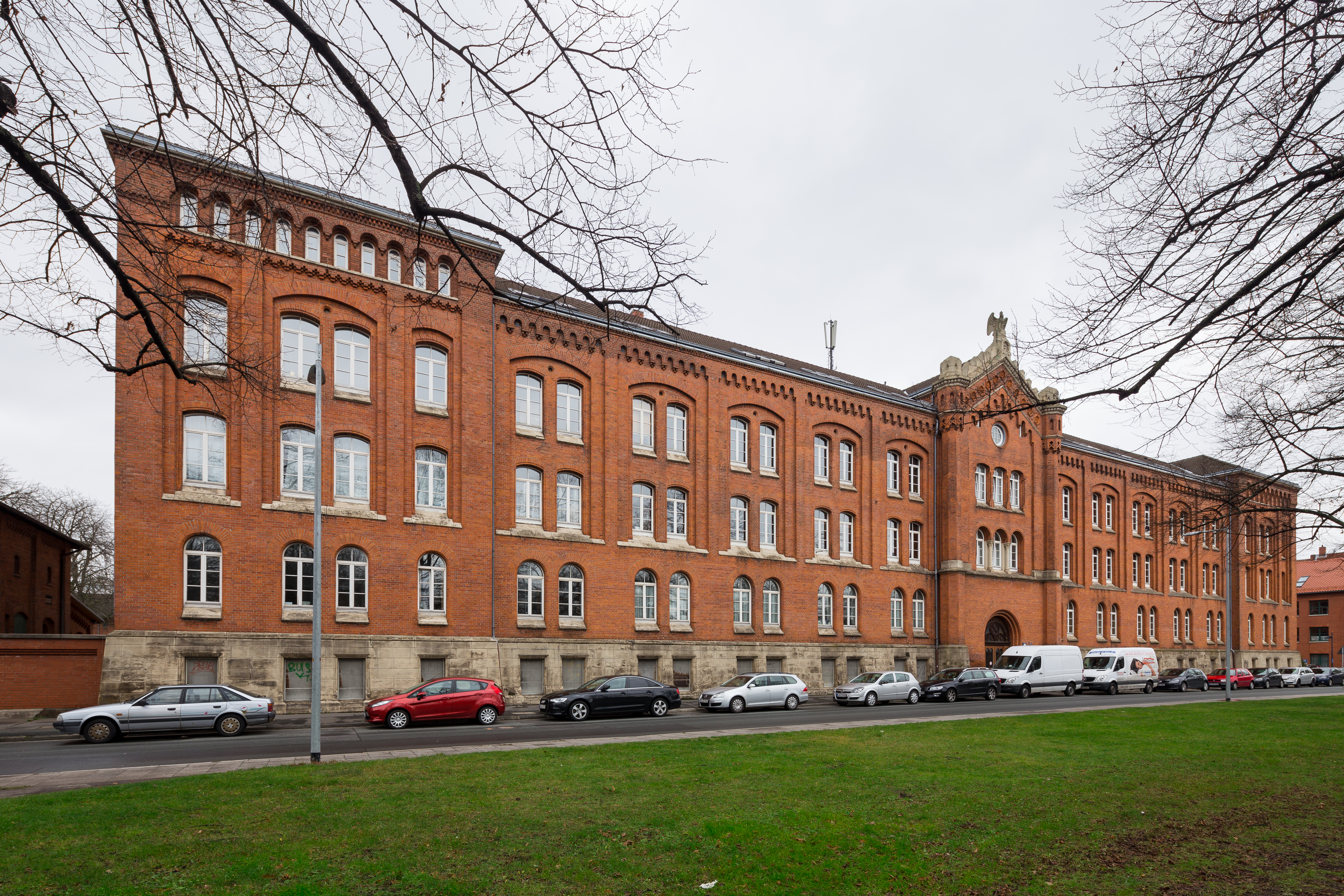
1867–1870 errichtet: Ehemalige Kaserne der berittenen Artillerie Am Welfenplatz 1, heute Polizeigebäude

- Hannover, Kasernen am Welfenplatz;
  - 1858–1860, an der Nordseite des Platzes, erhalten:[8] Infanterie-Kaserne Am Welfenplatz 2, heute Polizeirevier. Der erhaltene rechte Flügel, eine ursprünglich symmetrisch angeordnete Gruppe von drei kastellartigen, „nahkampftauglichen“ Gebäuden wurden im flächigen Rundbogenstil der Berliner Schule ausgeführt.[1] Das Historische Museum Hannover ist im Besitz einer farbigen Lithographie aus der Zeit um 1870, die die Situation an der damaligen „[…] äußersten nördlichen Stadtgrenze im noch nahezu freien Feld“ wiedergibt.[8]
  - 1867–1870, an der Ostseite des Platzes: Kaserne für die reitende Artillerie, mit ausgedehnten Stallungen; Am Welfenplatz 1A, später Schutzpolizeiinspektion III mit Reiterstaffel. Das Gebäude wurde im gleichen Stil wie die Kaserne an der Nordseite errichtet, orientiert sich jedoch eher an der Hannoverschen Architekturschule.[1]